# Kościół Santa Fosca w Wenecji
Kościół Santa Fosca w Wenecji (pol. kościół św. Fuski) – rzymskokatolicki kościół w Wenecji w dzielnicy (sestiere) Cannaregio, w Patriarchacie Wenecji w parafii San Marcuola (wikariat Cannaregio - Estuario).

## Historia
Początki kościoła Santa Fosca w Wenecji są z pewnością związane z transportem ciała Świętej Fuski w X wieku z Trypolitanii na wyspę Torcello i z rozprzestrzenianiem się kultu tej świętej. Pierwszy przekaz o istnieniu kościoła pochodzi z roku 1297, kiedy budynek był odbudowywany (lub być może rekonstruowany), z zachowaniem ówczesnych form architektonicznych. Kościół zachował typową strukturę bizantyjskich budowli powstałych między XI a XII wiekiem: plan jego był wydłużony, trójnawowy, z dużymi oknami w bocznych ścianach, oświetlającymi wnętrze. Oś podłużna budynku była równoległa do przebiegu pobliskiego kanału (rio), tylko lewy bok oddalał się nieco od brzegu w okolicy prezbiterium. W XVII wieku kościół zaczął wykazywać oznaki niestabilności statycznej, więc z tego powodu, a być może też ze względów estetycznych został całkowicie rozebrany i odbudowany około 1679 roku przez nieznanego architekta, który zachował rzut poprzedniego budynku, ale zrezygnował z naw bocznych. Nowy kościół składał się z nawy i prezbiterium flankowanego dwiema kapliczkami. W trzeciej dekadzie XVIII wieku kościół został poważnie zniszczony przez pożar, ale dzięki hojności rodu Ca' Donà szybko go odbudowano. W 1733 roku dokonano powtórnej konsekracji kościoła, po czym dokonano renowacji fasady według projektu sporządzonego prawdopodobnie przez Domenico Rossiego. Cały budynek ukończono w 1741 roku.

## Architektura

### Wygląd zewnętrzny

#### Fasada
Fasada kościoła jest zwieńczona trójkątnym tympanonem, ozdobionym rzeźbami na górze, wspieranym przez cztery pilastry z kapitelami w porządku korynckim, dzielącymi fasadę na trzy części. W części centralnej znajduje się duży portal, zwieńczony łukiem. W kartuszu nad portalem widnieje data 1741 oznaczająca zakończenie przebudowy całego budynku.

#### Dzwonnica
Dzwonnica znajduje się z tyłu kościoła, po lewej stronie. Została zbudowana w 873 roku i przebudowana w 1297 roku oraz ponownie w 1450 roku, po tym jak zawaliła się w wyniku gwałtownej burzy z 10 sierpnia 1410 roku. Dzwonnicę w trakcie odbudowy podwyższono. Pomieszczenie z dzwonami, przeprute szerokimi, gotyckimi biforiami wieńczy cebulasta kopuła, w narożnikach której znajdują się cztery niewielkie, gotyckie edykuły.

### Wnętrze
W wyniku przebudowy z około 1679 roku, nowy kościół ma jedną nawę z ołtarzami rozmieszczonymi wzdłuż ścian oraz prezbiterium na planie kwadratu, flankowane dwiema kapliczkami.
Za głównym ołtarzem znajduje się XVIII-wieczny obraz Trójca Święta i Dziewica Maryja (La Trinità e la Vergine) Filippo Bianchiego. Ołtarze boczne dekorują Sceny z życia Świętej Fuski (Gli episodi della vita di Santa Fosca) pędzla Francesco Miglioriego.